# 加藤栄一 (歴史学者)
加藤 栄一（かとう えいいち、1932年（昭和7年）5月15日 - 2022年（令和4年）5月24日）は、日本の歴史学者。

## 来歴
1955年埼玉大学文理学部卒。1962年東京大学大学院国史学科博士課程中退。東京大学史料編纂所入所、1965年助手、1979年助教授、1985年教授、1993年定年退官。新潟産業大学教授、人文学部長。1994年「幕藩制国家の形成と外国貿易」で東大文学博士。

## 著書
- 「幕藩制国家の形成と外国貿易」校倉書房、1993
- 「幕藩制国家の成立と対外関係」思文閣出版、1998

### 共編著
- 「幕藩制国家と異域・異国」深谷克己・北島万次共編著、校倉書房、1989

## 参考
- 『東京大学史料編纂所史』
- 『幕藩制国家の成立と対外関係』著者紹介